# 페히너의 색

벤햄의 팽이가 돌아가는 모습.

페히너의 색 효과(Fechner color effect)는 색에 관련된 착시 현상 중 하나로, 빠르게 변화하거나 움직이는 흑백 무늬를 볼 때 관찰할 수 있는 색 관련 현상이다. 플리커로 유도한 패턴색(pattern induced flicker colors, PIFC)라고 부르기도 한다.
페히너의 색 효과는 벤햄의 팽이(Benham's top) 혹은 벤햄의 디스크(Benham's disk)라고도 알려진 장치를 통해 가장 쉽게 확인할 수 있다. 이 팽이가 회전할 때 원판 위에 서로 다른 곳에서 색깔을 가진 여러 원호가 보인다. 이 효과는 특정 임계 속도로 깜빡이는 스트로보스코프 조명에서 볼 때도 확인할 수 있다. 또한 그 외에도 회전하는 팬 블레이드, 특히 알루미늄제 팬 블레이드가 돌아가는 경우에도 페히너의 색 효과를 관찰할 수 있다. 팬의 회전 속도가 증가하거나 감속하면 색상이 나타났다 움직이고 변화하며 사라진다. 안정적인 팬 작동 속도에서는 일반적으로 색이 보이지 않으며, 이 때문에 조명이 깜빡이는 주파수로 인한 간섭 효과로 색깔이 보인다고 말할 수 없다.
페히너의 색 효과는 독일의 학자 구스타프 페히너와 헤르만 폰 헬름홀츠가 처음으로 발견하였으며, 찰스 벤햄이 자신이 고안한 팽이를 통해 처음으로 영어권에도 이 현상을 알렸다. 플로렌스 버글리도 페히너의 색 효과를 연구한 초기 학자 중 하나였다.
페히너의 색 효과가 발생하는 원인은 아직까지 정확하게 밝혀지지 않았다. 사람들이 흑백으로 그려진 벤햄의 팽이에서 색깔을 지각하는 한 설명으로는 인간의 눈 안에 있는 색상 수용체인 원추세포가 빨강, 초록, 파랑이 서로 다른 속도로 반응하기 때문인 것으로 추정하고 있다. 더욱 구체적으로 말하자면 중앙과 주변지역의 수용체 지연 매커니즘이 각 색상의 신경절 세포절마다 다르기 때문인 것으로 추정된다.
페히너의 색 효과는 망막의 신경 활동과 1차 시각피질에서 발생하는 에지나 주파수 성분 추출 같은 저수준의 이미지화 기능을 하는 공간적 상호작용에서 비롯된다는 설명도 존재한다. 한 연구에서는 파랑-노랑 대립과정설이 모든 종류의 페히너 효과를 유도할 수 있다고 주장한다.
벤햄의 팽이와 같은 여러 페히너의 패턴색들은 눈의 질병과 시각장애를 진단하는 도구로 사용하는 연구도 진행되고 있다. 여러 연구에서는 벤햄의 팽이를 이용해 시신경염을 진단할 수 있는 가능성을 보여주었다.

## 벤햄의 팽이
벤햄의 팽이(Benham's top)란 1895년 영국의 신문기자이자 아마추어 과학자, 장난감 제작자인 찰스 벤햄이 만든 특별한 무늬가 그려진 팽이이다. 벤햄은 본 효과를 관찰하고 증명한 구스타프 페히너와 서신을 통해 자신의 팽이를 통해서 페히너의 색 효과를 관찰할 수 있음을 알아냈다. 페히너의 첫 보고는 독일어로 쓰여졌지만 벤햄이 팽이를 제작하여 영어권에서도 페히너의 색 효과가 널리 알려졌다.

## 같이 보기
- 뉴턴 원판